# Verkehrsanwalt
Ein Verkehrsanwalt, auch Korrespondenzanwalt ist ein Rechtsanwalt, der in einem Gerichtsverfahren neben dem Verfahrens- oder Hauptbevollmächtigten tätig ist. Sein Auftrag beschränkt sich auf die Führung des Verkehrs des Mandanten mit dem Verfahrensbevollmächtigten (Nr. 3400 des Vergütungsverzeichnisses VV zum RVG).
Seit Wegfall der Simultanzulassung im Jahr 2007 ist die Tätigkeit als Verkehrsanwalt vor allem dann noch von Bedeutung, wenn ein Anwalt bei dem Prozessgericht eines höheren Rechtszugs nicht postulationsfähig ist, insbesondere in einem Revisionsverfahren beim Bundesgerichtshof in Zivilsachen (§ 78 Abs. 1 Satz 3 ZPO). Der beim BGH zugelassene Anwalt fungiert dann für die Revisionsinstanz als Verfahrensbevollmächtigter, der in den unteren Instanzen tätig gewesene Rechtsanwalt als Verkehrsanwalt. Er hält für den Mandanten schriftlich oder auch fernmündlich Kontakt mit dem Verfahrensbevollmächtigten.
Beschränkt sich der Auftrag dagegen auf die Vertretung in einem gerichtlichen oder außergerichtlichen Termin, spricht man von Terminsvertreter (Nr. 3401 VV). Dieser kann etwa eingeschaltet werden, wenn der bevollmächtigte Rechtsanwalt seinen Kanzleisitz nicht am Ort des zuständigen Gerichts hat und bei persönlicher Wahrnehmung eines auswärtigen Gerichtstermins hohe Fahrtkosten und Abwesenheitsgelder für eine Geschäftsreise sowie sonstige Auslagen anfallen würden (Nr. 7003 ff. VV).